# 中国解密
《中國解密》（英語：China Uncensored），是由新唐人电视台制作的多媒体節目，由克里斯·查坡 主持，节目透过讽刺性的方式点评中国大陆的时事新闻。

## 历史
查坡19歲時病重入院，朋友介紹練气功後身體有好轉，因此他對中國感興趣，閱讀中国历史及跟隨武术師傅學功夫。
根據无国界记者2017年4月的報導，Apple TV曾經將《中國解密》下架（中国大陆、香港、台湾），理由是為了符合當地法律，但之後重新上架。節目曾訪問的人包括：陳淑莊、劉慧卿及陳日君，中國以外的人包括：何韻詩、陈用林、周锋锁 及方政、貝內迪克特·羅傑斯及克雷格·凱利。
2019年初，查坡介紹金門菜刀。